# Bomis calcuttaensis
Bomis calcuttaensis är en spindelart som beskrevs av Biswas och Mazumder 1981. Bomis calcuttaensis ingår i släktet Bomis och familjen krabbspindlar. Inga underarter finns listade.